# Dysaphis pulverina
Dysaphis pulverina är en insektsart som först beskrevs av Nevsky 1929.  Dysaphis pulverina ingår i släktet Dysaphis och familjen långrörsbladlöss.

## Underarter
Arten delas in i följande underarter:
- D. p. pulverina
- D. p. iranica